# Cirrus spissatus
Un cirrus spissatus est un type de cirrus optiquement épais, suffisamment pour paraître grisâtre. Il s'agit de la partie supérieure d'un cumulonimbus, dont l'enclume persiste après sa désagrégation. Il est par conséquent un nuage dit « post-orageux ». Il peut s'étirer horizontalement sur plusieurs dizaines de kilomètres selon la force des vents. Il se présente généralement sous la forme d'une trompe évasée, d'un entonnoir ou d'une girolle.